# Pembina County
Pembina County is een county in de Amerikaanse staat North Dakota.
De county telt 8.585 inwoners (volkstelling 2000). De hoofdplaats is Cavalier.

## Geschiedenis
De county werd opgericht op 12 augustus 1867 en was toen veel groter dan tegenwoordig. County's als Cass en Grand Forks werden gecreëerd door afsplitsing van Pembina County. De naam is afgeleid van de naam die de Ojibweg-Indianen gaven aan een bepaald soort cranberry's die in het gebied veel voorkwam.
Opvallend is de vroegere dominantie van IJslandse immigranten: de State Historical Society of North Dakota stelde vast dat er in de vroege 20e eeuw maar ongeveer vier families van niet-IJslandse origine woonden.
Tot 1911 was Pembina de hoofdplaats van de gelijknamige county.

## Geografie
De county heeft een landoppervlakte van 2.898 km². De oostgrens, met Minnesota, wordt gevormd door de Red River of the North.

## Bevolkingsontwikkeling
Adams County · Barnes County · Benson County · Billings County · Bottineau County · Bowman County · Burke County · Burleigh County · Cass County · Cavalier County · Dickey County · Divide County · Dunn County · Eddy County · Emmons County · Foster County · Golden Valley County · Grand Forks County · Grant County · Griggs County · Hettinger County · Kidder County · La Moure County · Logan County · McHenry County · McIntosh County · McKenzie County · McLean County · Mercer County · Morton County · Mountrail County · Nelson County · Oliver County · Pembina County · Pierce County · Ramsey County · Ransom County · Renville County · Richland County · Rolette County · Sargent County · Sheridan County · Sioux County · Slope County · Stark County · Steele County · Stutsman County · Towner County · Traill County · Walsh County · Ward County · Wells County · Williams County